# Contes immoraux
Pour plus de détails, voir Fiche technique et Distribution.
Contes immoraux est un film érotique à sketches français réalisé par Walerian Borowczyk et sorti en 1974.
Il met en scène le libertinage à travers les époques par le biais de quatre contes érotiques, chacun précédé d'un prologue.

## Synopsis
Le film commence par une citation des Maximes de La Rochefoucauld : « L'amour, tout agréable qu'il est, plaît encore plus par les manières dont il se montre que par lui-même. »
Les quatre séquences qui composent le film sont :
La Marée, adaptation du récit « La Marée » figurant dans le recueil Mascarets de l'écrivain André Pieyre de Mandiargues. « Julie, ma cousine, avait seize ans, j'en avais vingt, et cette petite différence d'âge la rendait docile à mes commandements. »
André emmène sa cousine plus jeune que lui de quelques années sur une plage de Normandie pour l'initier à la fellation.
Thérèse philosophe. 10 juillet 1890. « Les habitants de notre région demandent la béatification de Thérèse H., la pieuse jeune fille violée par un vagabond. » La Gazette du Dimanche.
Thérèse est punie par sa tante et enfermée dans un débarras. Elle découvre alors le plaisir solitaire.
Erzsébet Báthory. En 1610, la comtesse Erzsébet Báthory, accompagnée de son page, visite les villages et hameaux de son comtat de Nyitra en Hongrie.
La comtesse Báthory organise une orgie où sont sacrifiées des jeunes filles.
Lucrezia Borgia. En 1498, Lucrezia Borgia, accompagnée de son mari Giovanni Sforza, rend visite à son père, le pape Alexandre VI, et à son frère, le cardinal Cesare Borgia. Le dominicain Hyeronimo Savonarola dénonce la vie dissolue du milieu ecclésiastique.
Lucrèce a des relations avec son père et son frère, alors que Savonarole tente de dénoncer ces dérives.
Note : Borowczyk avait originellement envisagé d'inclure deux épisodes supplémentaires dans son film Contes immoraux. Un de ces épisodes était La véritable histoire de la bête du Gévaudan, une adaptation libre de la nouvelle Lokis de Prosper Mérimée, troisième dans le montage initial du film. Après que Contes immoraux a été remastérisé comme un film de seulement quatre épisodes, cet épisode est retiré. Il deviendra la séquence de rêve de son film à part entière, La Bête. Le disque comprend deux versions du film : la version cinématographique de quatre épisodes (103 minutes) et la version originale de cinq épisodes, incluant La Bête (125 minutes).

## Fiche technique
Sauf indication contraire, les informations mentionnées dans cette section peuvent être confirmées par la base de données cinématographiques Unifrance,  présente dans la section « Liens externes ».
- Titre original : Contes immoraux
- Réalisation : Walerian Borowczyk
- Scénario : Walerian Borowczyk ; André Pieyre de Mandiargues (La Marée)
- Production : Anatole Dauman
- Société de production : Argos Films
- Photographie : Bernard Daillencourt, Guy Durban, Michel Zolat, Noël Véry
- Musique : Maurice Leroux
- Pays de production :  France
- Genre : érotique
- Durée : 103 minutes / 125 minutes
- Dates de sortie :  
  - Royaume-Uni : Novembre 1973 (BFI London Film Festival)
  - France : 28 août 1974
- Classification :
  - France : interdit aux moins de 16 ans[1]

## Distribution
- Fabrice Luchini : André
- Lise Danvers : Julie
- Charlotte Alexandra : Thérèse
- Paloma Picasso : Élisabeth Bathory
- Pascale Christophe : Istvan
- Florence Bellamy : Lucrezia Borgia
- Jacopo Berinizi (Mario Ruspoli) : Alexandre VI
- Cesar Berinizi (Fabrizio Ruspoli) : Cesare Borgia
- Philippe Desboeuf
- Nicole Karen
- Tomas Hnevsa
- Mathieu Rivollier
- Robert Capia
- Gerard Tcherka
- Kjell Gustavsson
- Marie Forså : l'une des victimes de la comtesse (non créditée)

## Production
Sur La Marée, le chef opérateur habituel de Borowczyk, Guy Durban, est remplacé au dernier moment par Noël Véry, initialement prévu comme opérateur caméra. C'est à Véry que l'on doit les plans magnifiques sur les falaises et la mer. Borowczyk est tellement satisfait de la qualité de la photo qu'il confie également à Véry — sans en informer Durban — le début d'Erzsébet Báthory. Les images de la campagne y sont superbes. Ce qui fait dire à Olivier Bitoun : « On doit donc à Véry les passages les plus somptueux du film, l'ex-opérateur comprenant parfaitement les desiderata d'un cinéaste qui apporte un soin constant à l'élaboration de ses images. » Durban a plus de mal à se plier aux exigences de Borowczyk. Ulcéré de la façon dont il a été supplanté sur le début d'Erzsebet Bathory, il se brouille définitivement avec le cinéaste.
Mario Ruspoli et son fils Fabrizio Ruspoli sont crédités au générique sous les pseudonymes Jacopo Berenizi et Lorenzo Berinizi.

## Distinctions
- Prix de l'Âge d'or, 1974